# هاروکی ساروتا
هاروکی ساروتا (ژاپنی: 猿田 遥己؛ زادهٔ ۲۳ آوریل ۱۹۹۹) یک بازیکن فوتبال اهل ژاپن است.
از باشگاه‌هایی که در آن بازی کرده‌است می‌توان به باشگاه فوتبال کاشیوا ریسول، باشگاه فوتبال کاگوشیما یونایتد و باشگاه فوتبال گامبا اوساکا اشاره کرد.